# Ronald van Beuge

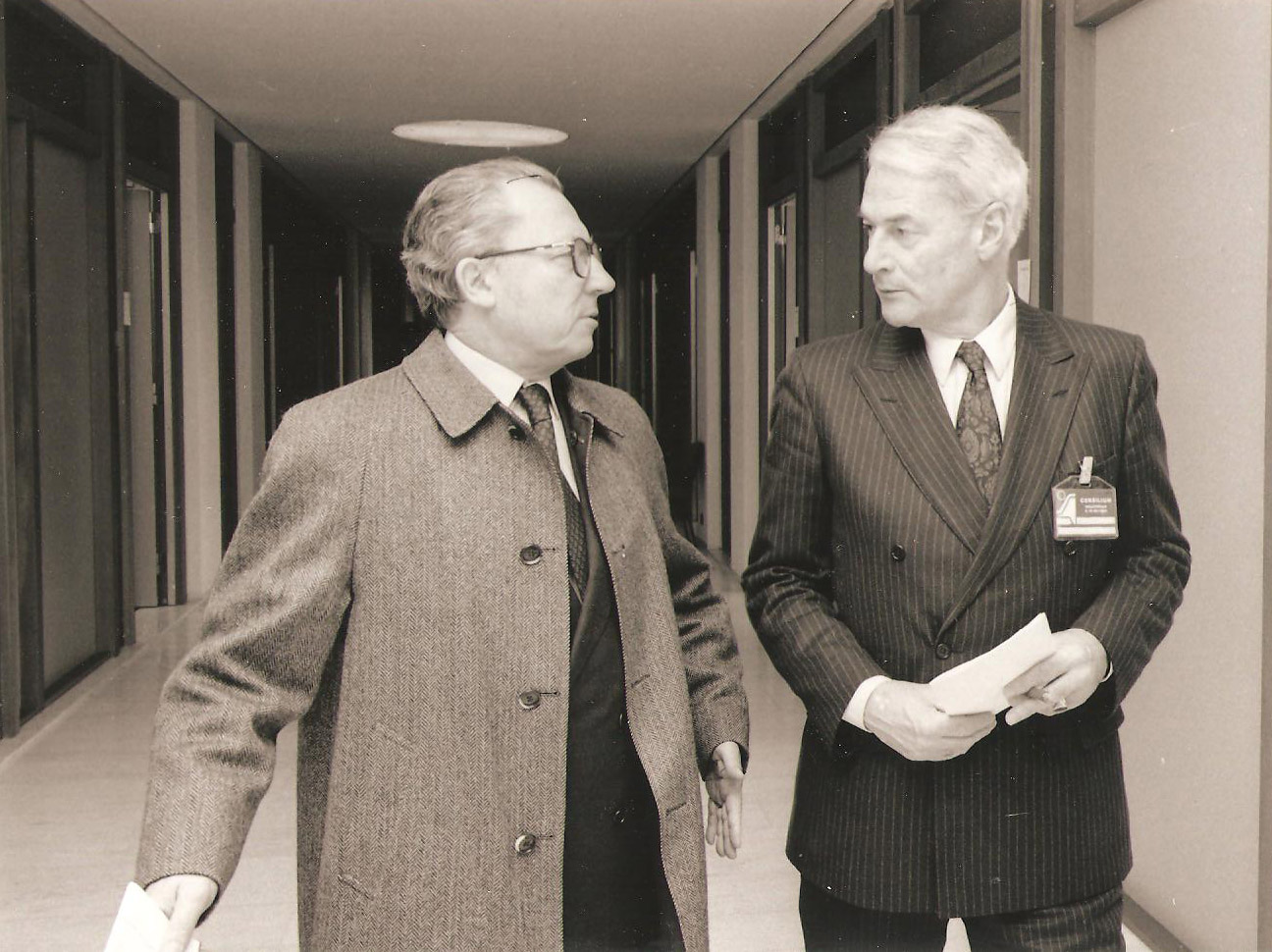
Ronald van Beuge samen met Commissievoorzitter Jacques Delors in de periode van voorbereiding van het Verdrag van Maastricht

Ronald van Beuge (Banjarmasin, 18 maart 1936 – Den Haag, 11 december 2021), behorende tot de Nederlandse familie Van Beuge, was Nederlands diplomaat van 1965 tot 2001, directeur-generaal Europese Samenwerking bij het Ministerie van Buitenlandse Zaken en ambassadeur in verschillende landen.

## Levensloop
Charles Ronald van Beuge was een zoon van de hoge ambtenaar in Nederland en in Nederlands Indië Johan Anton van Beuge (1899-1979) en Gustavine Maria Wendelina Reerink (1917-2002).
Na zijn universitaire studies in Leiden (geschiedenis en rechten vrije studierichting) werd Charles Ronald van Beuge in 1963 toegelaten tot de opleiding voor de Buitenlandse Dienst. Begin 1965 werd hij benoemd tot ambtenaar van de Buitenlandse Dienst en geplaatst op de ambassade in Addis Abeba. Vervolgens werkte hij op het Ministerie van Buitenlandse Zaken (Bureau Politieke Zaken van de Directie NAVO en WEU), bij de Permanente Vertegenwoordiging bij de Europese Gemeenschappen in Brussel en op de Nederlandse ambassade in Tokio. In 1976 werd hij benoemd tot Ambassaderaad te Jakarta.
Na een detachering (1978-1981) bij het Internationaal Energieagentschap van de OESO in Parijs, als chef van de divisie externe betrekkingen, werd hij benoemd tot Gevolmachtigd Minister en hoofd van de economische afdeling van de Ambassade in Washington (1981-1984).
In 1984 keerde hij terug naar Brussel als gevolmachtigd minister en plaatsvervangend permanent vertegenwoordiger bij de Europese Gemeenschappen. Tijdens het eerste semester van 1986 was hij voorzitter van het Comité van plaatsvervangend Permanent Vertegenwoordigers (Coreper I).
Van 1990 tot 1995 was hij directeur-generaal Europese Samenwerking bij het Ministerie van Buitenlandse Zaken, verantwoordelijk voor o.m. de Europese Gemeenschappen (later de Europese Unie), de OESO en de IEA, de Raad van Europa en de Benelux. In 1991, tijdens het Nederlands voorzitterschap van de EG, was hij een van de twee persoonlijke vertegenwoordigers van de Nederlandse regering in de onderhandelingen die onder Nederlands voorzitterschap leidden tot het Verdrag van Maastricht.
In 1995 werd hij benoemd tot ambassadeur in Rome (tevens geaccrediteerd in Cyprus, Malta en San-Marino). Hij werd tevens speciale vertegenwoordiger van Nederland voor het zogenaamde 'Barcelona Proces' (samenwerking tussen de 15 Europese lidstaten, met daarbij Egypte, Cyprus, Jordanië, Israël, Libanon, Malta, Marokko, Palestijnse autoriteit, Syrië, Tunesië en Turkije).
In 1997 werd hij benoemd tot ambassadeur in Parijs (tevens geaccrediteerd in Andorra en Monaco), functie die hij vervulde tot zijn pensioen in 2001. Hij had hierbij te maken met de hevige kritiek en de gespannen verhoudingen, inzonderheid vanwege president Jacques Chirac, omwille van het gedoogbeleid voor druggebruik in Nederland.
Bij zijn afscheid van Buitenlandse Zaken werd aan Van Beuge een 'liber amicorum' aangeboden, waarin de redacteuren Krop & Swarttouw een schets van zijn loopbaan gaven. Een 15-tal auteurs (politici, bankiers, hoge ambtenaren en juristen) beschreven of behandelden in het boek zaken waarvan zij en Ronald van Beuge zelf, getuigen en actoren waren geweest.

## Zwarte Maandag
De meest spannende tijd beleefde Van Beuge ongetwijfeld in de aanloop naar het Verdrag van Maastricht en met als climax een gebeurtenis die bekendstaat als 'Zwarte Maandag' en die in regeringskringen werd aangevoeld als een van de grootste fiasco’s in de geschiedenis van de Nederlandse buitenlandse politiek. De Nederlandse regering hield de pen vast om, met ondersteuning van de Europese Commissie, meer in het bijzonder van voorzitter Jacques Delors, een tekst te redigeren die Europa in federalistische zin verder duwde en waarbij de macht van de Commissie versterkt werd.
Toen Nederland zijn tekst op maandag 30 september 1991 aan de Europese ministers van buitenlandse zaken voorlegde, kwam alleen steun van België. De meeste andere landen deden het voorstel af als 'te federaal'. Deze afgang zat de Nederlandse regering en ambtenarij bijzonder hoog. Het geweer werd snel van schouder veranderd en een meer conforme tekst werd nog tijdig voor de ministers van buitenlandse zaken gebracht en door hen in december 1991 aanvaard. Deze nieuwe tekst werd op 7 februari 1992 als 'Verdrag van Maastricht' door de Raad van regeringsleiders goedgekeurd.

## Na de diplomatie
Van Beuge was:
- van 2001 tot en met 2007 lid van de Adviescommissie Vreemdelingenzaken bij het Ministerie van Justitie,
- voorzitter van een aantal advies- en onderzoekscommissies bij de ministeries van Buitenlandse Zaken, van Financiën, van Landbouw en van Binnenlandse Zaken en Koninkrijksrelaties
- voorzitter van een onderzoekscommissie in opdracht van de Nederlandse regering en de regeringen van de Nederlandse Antillen en Aruba
- van 2001 tot en met 2008 bestuurslid van de Société d’Entraide des Membres de la Légion d’Honneur (Afdeling Nederland)
- van 2003 tot 2011 bestuurslid (vanaf 2004 voorzitter) van de Società Dante-Alighieri (Afdeling Leiden-Den Haag).

## Gezin
Ronald van Beuge is in 1963 in Wassenaar getrouwd met Sophie F. Boissevain (Badjoebang, Djambi, Sumatra, 1938), Ze hebben twee kinderen en vier kleinkinderen.

## Publicaties
- Vrede, welvaart en welzijn aan de zuidflank. Uitdagingen voor de Europese Unie, in: Atlantische Commissie, 1998
- Banden met Brussel, rapport van de Commissie ter bestudering van mogelijke toekomstige betrekkingen van de Nederlandse Antillen en Aruba met de Europese Unie (als medeauteur en voorzitter), 2004.

## Madurodam
Toen in 1952 Madurodam werd opgericht, besloot men de miniatuurstad te voorzien van een jeugd-gemeenteraad bestaande uit vertegenwoordigers van middelbare scholen in Den Haag. Deze gemeenteraad koos uit zijn midden wethouders, waarvan er een locoburgemeester werd. De toen zestienjarige Ronald (Ronny) van Beuge werd tot eerste locoburgemeester verkozen en mocht op 2 juli 1952 de nieuwe burgemeester, Prinses Beatrix (toen veertien), verwelkomen en installeren met een korte toespraak en het omhangen van de ambtsketen.

## Hulde
- Marnix Krop & Henk Swarttouw, De groothoeklens: Europa in dertien bedrijven. Liber amicorum Ronald van Beuge, Parijs, Institut néerlandais, 2001. ISBN 9782951528024